# Citadelle d'Ankara
La citadelle d'Ankara (en turc:Ankara Kalesi), est une fortification antique ou médiévale située dans la ville d'Ankara en Turquie. La date exacte de sa construction est inconnue.
Elle a été contrôlée par les Romains et les Byzantins avant d'être capturée par les Seldjoukides en 1073, par les Croisés en 1101 puis les Seldjoukides à nouveau en 1227. Le château a été ensuite agrandi par Ibrahim Pacha en 1832 pendant l'époque ottomane.
La citadelle extérieure entoure la vieille Ankara. Elle possède 42 tours pentagonales le long des murs, qui varient entre 14 et 16 mètres de hauteur. Ses murs sud et ouest se coupent à angle droit, les murs est suivent les pentes de la colline et le côté nord a été protégé avec un type différent  de murs défensifs.

## Source
- (en) Cet article est partiellement ou en totalité issu de l’article de Wikipédia en anglais intitulé « Ankara Castle » (voir la liste des auteurs).